# Raoul Urbain
Raoul Urbain (Condé-sur-Noireau, 22 settembre 1837 – Parigi, 4 marzo 1902) è stato un politico francese, personalità della Comune di Parigi.

## Biografia
Istitutore, insegnò nel villaggio di Moult, presso Caen, poi a Parigi, nella scuola di rue de Verneuil. Durante l'assedio di Parigi del 1870 si arruolò nella Guardia nazionale, partecipò alle riunioni del club di rue du Pré-aux-Clercs, nel VII arrondissement, e venne eletto al Comitato centrale dei venti arrondissement.
Partecipò alla sollevazione del 18 marzo 1871, occupando il municipio del proprio rione, e il 26 marzo fu eletto al Consiglio della Comune. Fu membro della Commissione istruzione, poi degli esteri e infine della Commissione militare. Propose il decreto sugli ostaggi e la creazione del Comitato di Salute pubblica.
Durante la Settimana di sangue fu arrestato e condannato ai lavori forzati a vita. Tornò a Parigi con l'amnistia del 1880 e si occupò del movimento cooperativo; successivamente s'impiegò nella Prefettura della Senna. È sepolto nel cimitero di Père-Lachaise.